# Numa Pompilio Llona
Numa Pompilio Llona y Echeverri (Guayaquil, 5 de marzo de 1832-Guayaquil, 4 de abril de 1907) fue un poeta, filósofo, diplomático, catedrático y periodista ecuatoriano. Hijo de José Leocadio de Llona y Rivera, abogado, prócer de la independencia del Ecuador y suscriptor del acta de Independencia de Guayaquil; y de Mercedes Echeverri Llados.
Vivió su infancia en Colombia por diferencias políticas en su país natal, después desarrolló su carrera en Perú donde además se casaría y formaría una familia, y lo continuaría en Ecuador donde también ejercería como diplomático, académico y poeta. Su obra está influenciada literariamente por Leopardi y filosóficamente por Schopenhauer. Llona fue muy famoso durante su época y trascendió las fronteras nacionales, logrando reconocimiento de escritores como Victor Hugo y Menéndez y Pelayo. Como poeta es considerado el continuador de Olmedo y su obra se enmarca en la transición del neoclasicismo al romanticismo. Sus poemas más conocidos son "Odisea del alma" y "Noche de dolor en las montañas" que fueron publicados en su poemario final donde se reúne lo mejor de sus escritos titulado "La estela de una vida".

## Biografía

### Origen y viaje a Colombia
Su padre fue José Leocadio de Llona y su madre doña Mercedes Echeverri. En 1836 cursó su educación primaria en Cali, en el Colegio Santa Librada. De su padre recibiría el nombre Manuel, que más tarde cambiaría a Numa, de acuerdo a sus aspiraciones literarias y su amor por el mundo clásico. 

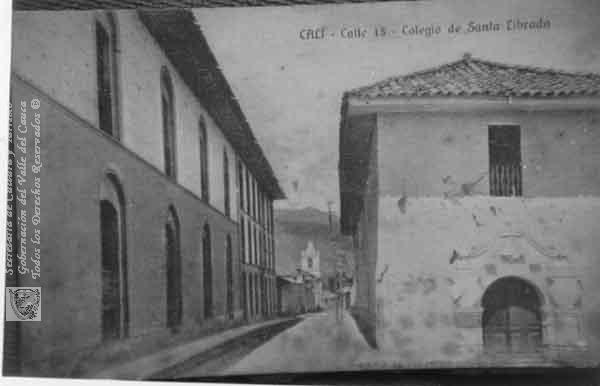
Colegio de Santa Librada

Su padre, nacido en Guayaquil en 1797, fue un importante abogado, que por sus compromisos políticos, fue perseguido por el gobernador Mendiburo en 1818 por sus ideas, expresiones y actitud patriótica. En enero de 1822, se casó con Antonia Marcos y Crespo, quien también era partidaria de la independencia y fue firmante de la ley del 9 de octubre de 1820, junto con José Cacao. El 11 de noviembre de 1822 asistió a la asamblea electoral de Guayaquil como diputado por el pueblo de San Lorenzo de Jipijapa y fue secretario de la junta de gobierno presidida por Luis Urdaneta. Como gran activista bolivariano, dirigió una campaña demandando la anexión de la Provincia Libre de Guayaquil a la Gran Colombia, e izaron la bandera tricolor en lugar de la bicolor de Guayaquil (Numa le dedicaría un poema a la tricolor de adulto), lo que le ganaría el odio de las personas vinculadas al proyecto de Guayaquil independiente. Esto causó que la familia Llona se aisle del resto de las élite guayaquileña. Por esta razón en 1836, cuando Vicente Rocafuerte fue presidente, su familia tuvo que viajar a Cali por las diferencias políticas, aunque ambos eran de tendencia liberal. Ahí se establecerían en el Valle del Salado, debido a que del lado de la familia Echeverri, tenían un buen posicionamiento social, así como una hacienda, al que el poeta recuerda en la Odisea del Alma llamándola "Mi Arcadia". Por esta razón haría sus primeros estudios en el Colegio de Santa Librada de Cali.

### Vida en Perú

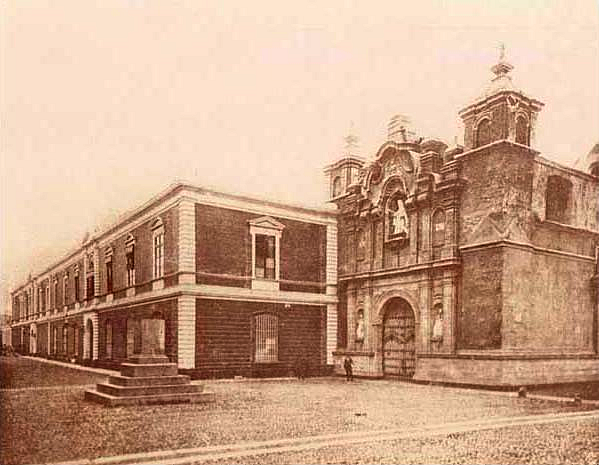
Casona de la Universidad de San Marcos

Diez años más tarde desde su llegada a Colombia, en 1846 viajaría a Lima con sus padres y hermanos. Esta etapa de su vida sería trágica puesto que debió hacer frente a la pérdida de dos hermanos menores y una hermana fallecida en la infancia. Continuó sus estudios ingresando al Colegio de San Carlos, lo que le permitiría graduarse de abogado en 1852, con la especialidad de derecho internacional, que le sería provechosa como cónsul en el futuro. Como estudiante destacó pro su vida bohemia y literaria en Lima. Además de ahí es su famosa anécdota en la que fue acusado por escribir un poema erótico que publicó en un periódico bajo el título "Libertinaje", esto le causó fama en todo Perú. Dos años antes de graduarse, en 1850, su madre moriría. Poco tiempo después lo haría su padre, lo que terminaría con esta etapa trágica a nivel personal que marcaría su vida y también causaría el constante pesimismo de su poesía. Estéticamente se empezó a identificar con la corriente romántica y a partir de entonces, su gran elocuencia verbal junto a sus profundos conceptos con los que cargaba cada verso, lo convirtieron en el primer poeta del Perú y le ganaron popularidad en América Latina.
Para el año de 1853 asumió la cátedra de estética y literatura general en la Universidad de San Marcos, demostrando su amplio conocimiento de los clásicos griegos y latinos y de las principales figuras del cristianismo. Durante estos años alternó la academia con el periodismo, otro de sus intereses que cultivaría por toda su vida. Por esta razón desde 1854 hasta 1959 sería redactor jefe y editor literario del diario El Comercio de Lima. Ahí escribiría junto a la generación de poetas conformado por Fernando Velarde, Luis Arnaldo Márquez, José Arnaldo Márquez, Manuel Adolfo García, Clemente Althaus, Juan de Arona, José Vicente Camacho, Luis Benjamín Cisneros, Ricardo Palma y Carlos Augusto Salaverry. Durante estos años publicaría su famosa "Oda al General Necochea y a América".

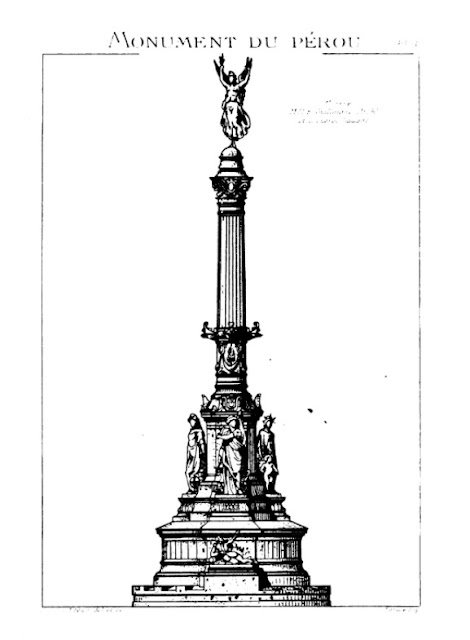
Primer diseño del monumento 2 de mayo de Lima

Después de su periodo en El Comercio, entre 1860 y 1862 sería cónsul general de Perú en Madrid. Esto ampliaría aún más su carrera literaria dándole la oportunidad de conocer a las figuras literarias de España. Además ahí logró mantener amistad con escritores como Alfonso de Lamartine, George Sand y Victor Hugo. En 1864 fue nombrado secretario del Congreso Americano, que se reunió en Lima y que tuvo como objetivo repeler la agresión española en las costas peruanas. Durante esta época se escribiría en Ecuador el Himno Nacional, de la pluma de Mera, lo que le dio un marcado acento contra España que posteriormente fue reformado. Por su parte Llona escribiría el poema lírico "La toma de las islas de Chincha", que más tarde incluyó en "Los Clamores de Occidente". Aquí se vislumbra una poderosa versificación poética: versos robustos de cadencia irregular, según Menéndez y Pelayo, "debido al excesivo caudal de ideas e imágenes que inundaban su imaginación". También estaba marcada por la palpable añoranza de la tierra lejana, de la burguesía, de los paisajes de latitudes extrañas y de su alma profundamente romántica. Por las batallas libradas entre Perú y España, se decidió que en la que ahora es la plaza 2 de mayo de Lima, se construya un monumento que conmemore la victoria americana frente a la armada española. Este monumento tenía como objetivo recordar la unión continental que se llevó a cabo durante el conflicto bélico. Luego del combate que se libró el 2 de mayo de 1866, se expidió un decreto para construir el monumento el 26 de junio del mismo año, que decidió comisionar a Llona, quien vivía en Perú en ese momento para conseguir el diseño del monumento, para lo cual viajaría a París y convocaría un concurso en el que se llevó a cabo varias exposiciones en el salón de honor de Palacio de la Industria de París. Por su parte, como poeta, también escribiría su ya famoso "Toma de las islas de Chincha" donde recuerda la batalla librada.

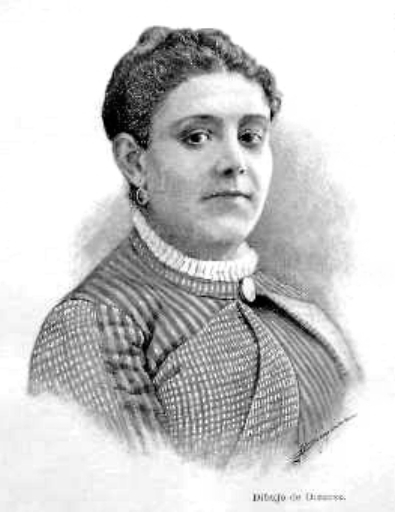
Lastenia Larriva

Se casaría en 1864 Enriqueta Marchena y Bentín, quien nacería en Loja, ciudad austral de Ecuador cercana a Guayaquil y que se había trasladado a Lima, donde se conocerían. Enriqueta era además sobrina nieta del que fue el primer novelista de Ecuador Miguel Riofrío, que además había sido desterrado por formar parte del partido liberal durante la época garciana. Junto a Enriqueta tendría cuatro hijos y vivirían juntos hasta su muerte en 1873. Después de enviudar, Llona se casaría nuevamente en 1881 con la notable poetisa peruana Lastenia Larrivia y Negrón, igualmente viuda, con la que no tuvo hijos. Ese mismo año, el gobierno peruano lo nombró miembro del Consejo de Educación Superior y director del Instituto Nacional de Bellas Artes, Literatura y Monumentos, pero la guerra con Chile le había causado graves perjuicios económicos, y quizá por eso decidió regresar a Guayaquil, su tierra natal. Su poco patrimonio que le quedaba dedicó a la publicación de sus obras como fueron "Clamores de Occidente" en 171 páginas, "De la penumbra a la luz", en 1881 la segunda parte en dos volúmenes con "Interrogaciones" en 140 páginas con poemas íntimos y filosóficos y en 1882 la tercera parte con "Himnos, Dianas y Elegías" en 127 páginas con varios sonetos, poemas patrióticos y religiosos.

### Regreso a Ecuador

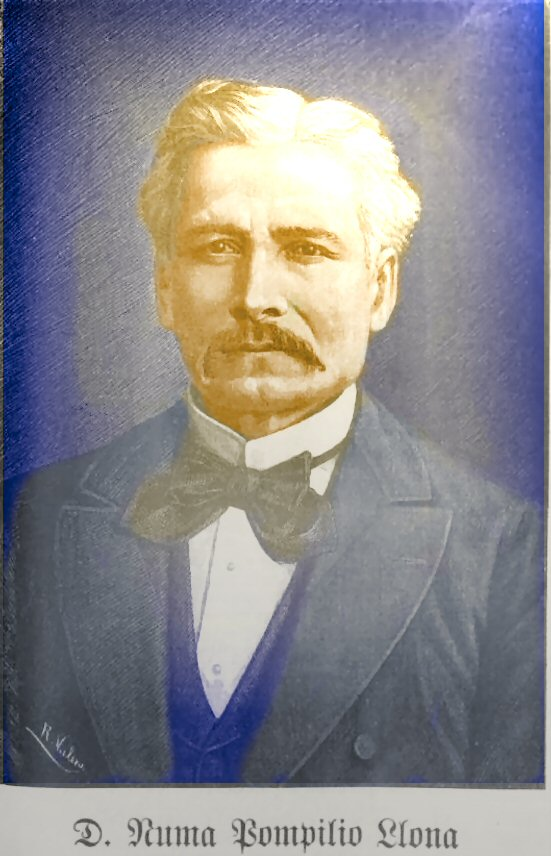
Llona en 1889

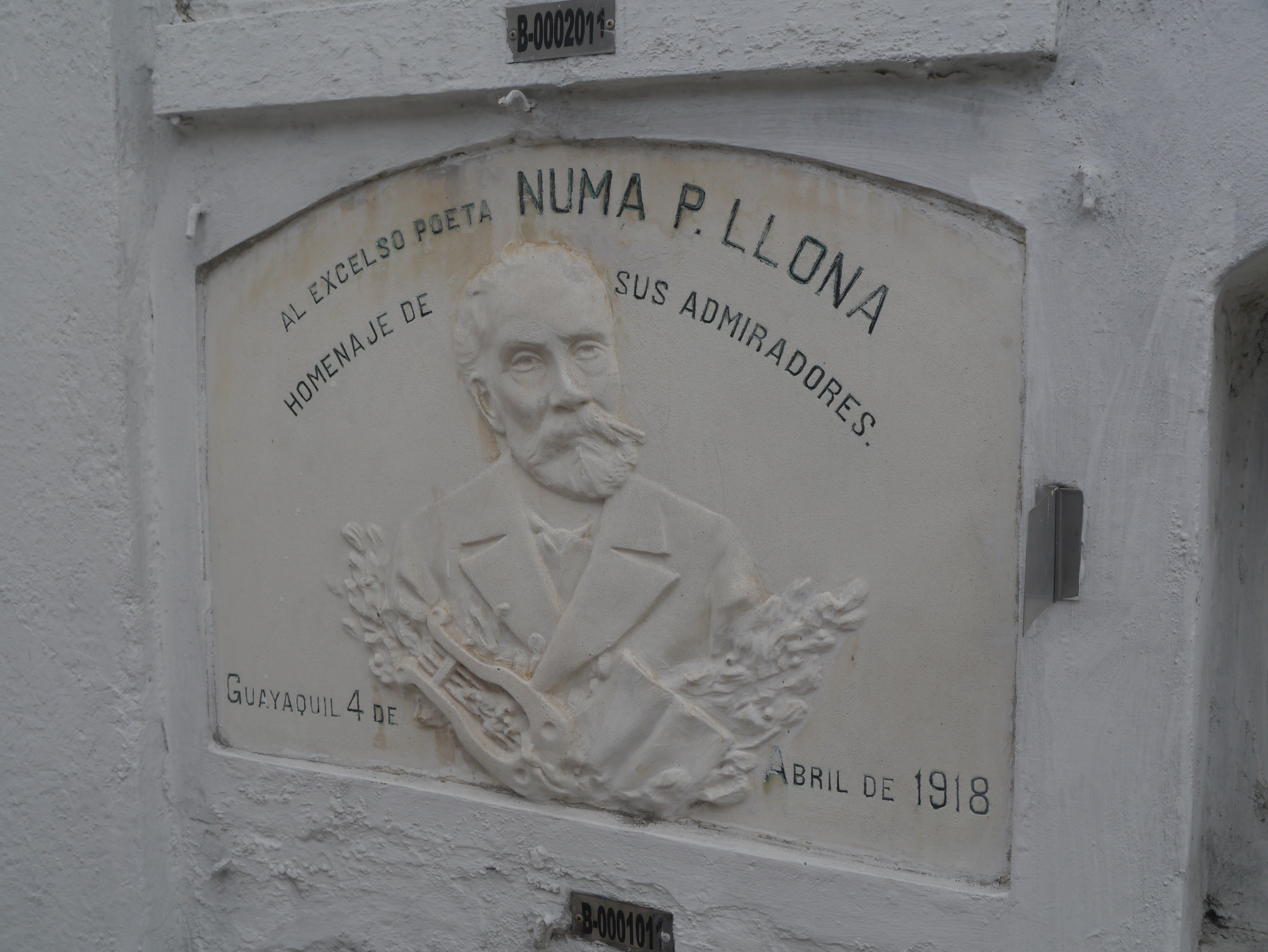
Lápida de Numa Pompilio Llona en el cementerio general de Guayaquil

Tres años después regresó a Ecuador con su esposa, Lastenia Larriva de Llona. Fue nombrado rector de la Universidad de Guayaquil. Asimismo, fue subsecretario del Ministerio del Interior y de Relaciones Exteriores, mientras que en Colombia lo nombraban Rector de la Universidad de Popayán. Sin embargo como ya había aceptado el rectorado en la Universidad de Guayaquil tuvo que renunciar al cargo. No obstante, esto es muestra del prestigio que tenía y por lo que tanto Perú como Colombia querían vincularlo con también con su país. Poco tiempo después, el gobierno de Ecuador le encomendó la dirección de la Escuela Nacional de Bellas Artes y Oficios de Quito. Fue, además, ministro plenipotenciario de Ecuador en Colombia. Después, desde 1886 hasta 1888, sería nombrado rector del Colegio Nacional San Vicente del Guayas. Además, entre los años 1887 1888 arrendó y dirigió el periódico “Los Andes”, al que buscó impartir un carácter literario. Ahí escribiría “El amor Supremo”. Además le su obra literaria sería aquí cuando también mostraría su vena política, con algunos escritos contra los conservadores. Era la época progresista y Ecuador se encontraba a pocos años de lo que sería la Revolución liberal. Escribió algunos sonetos políticos usando el pseudónimo de “Régulo”. Durante estos años también colaboró en “El Nacional” y “El Globo”. Durante el año de 1893 también publicaría su mayor poemario titulado "La Estela de una vida", cuando tenía ya 63 años de edad. Para ello autorizó a la Editorial Garnier Hnos. Libreros, de París, la publicación de una colección de sus poemas líricos. Esto formó parte de la “Biblioteca Poética” que circulaba en España y América Latina. Esto le cimentó aún más la ya grande fama internacional, lo que le convertía junto a Juan Montalvo en uno de los escritores más importantes de dicho siglo, logrando publicar en grandes editoriales europeas su obra para mayor difusión. Un año más tarde escribiría un ensayo y varios poemas que los publicaría bajo el título de “En la muerte de mi ilustre amigo el gran repúblico y filósofo poeta Dr. Rafael Núñez”. Sin embargo, durante esta época también debió sufrir pérdidas económicas por el Gran Incendio de Guayaquil de 1896, que le haría perder su casa y bienes.

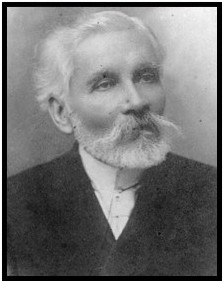
Durante su vejez

En la última etapa de su vida, los editores del periódico el “Diario del Pueblo” lanzaron la idea coronar a Pompilio Llona por su importancia literaria. Se llevó a cabo el 10 de octubre de 1904 en la Sociedad Filantrópica del Guayas, de la mano de la poetisa Dolores Sucre y Lavayen. Esta corona de oro tenía hojas de laurel enviadas por las provincias del país. Sus últimos años trabajaría en la Biblioteca Municipal, a la que concurría por las tardes. Ahí se relacionaba con la intelectualidad de Guayaquil y gustaba de conversar sobre arte, música y poesía. En 1905 recibió una pensión de doscientos sucres mensuales que le permitieron vivir sus últimos años. Vivía en una casa de un piso, de madera en su ciudad natal. Ahí continuó con sus tertulias que sirvieron para inspirar a las nuevas generaciones de artistas. Dentro de las personalidades que concurrían, destacó el escritor Modesto Chávez Franco. Eran atendidos por su hijo, Álvaro Llona Marchena quien también se dedicó a la poesía. Sus últimos años fueron de necesidad económica lo que le forzó a empeñar su corona de oro, que había recibido al ser laureado poeta. Esta se perdió por algunos años y llegó a reaparecer en la década de los 30. Sería después obsequiada a la Universidad de Guayaquil, por su trabajo como rector ahí. Murió a los 75 años el 4 de abril de 1907 acompañado por el Dr. César Borja Lavayen quien le atendía.

### Afiliaciones, cargos y membrecías
- Académico correspondiente extranjero de la Real Academia Española de la Lengua
- Miembro de la Academia Colombiana de la Lengua
- Miembro de la Academia Ecuatoriana de la Lengua
- Catedrático de Estética y Literatura General de la Universidad de San Marcos
- Redactor principal y literario del diario El Comercio de Lima
- Cónsul general del Perú en Madrid, París y Roma (1860-1862)
- Secretario del Congreso Americano (1864)
- Miembro del Consejo de Instrucción Superior
- Director del Instituto de Bellas Artes, Letras y Monumentos (1880)
- Ministro plenipotenciario de Ecuador en Colombia
- Rector del Colegio Nacional Vicente Rocafuerte del Guayas (1886)
- Director del periódico Los Andes (1887-1888)

## Obras

### Características de su poesía
Llona ocupa un lugar de transición en la literatura decimonónica, entre el neoclasicismo y el romanticismo. Rodríguez Castelo identifica su poema Odisea del Alma como aquel punto de transición. Durante sus poemas juveniles imitó el estilo de Olmedo y posteriormente fue incorporando la influencia de Giacomo Leopardi dentro de sus escritos. Con este autor compartiría el marcado pesimismo que se caracteriza por la nostalgia de la juventud perdida y la indiferencia de la Naturaleza ante el sufrimiento humano. Sin embargo, esto sería atenuado por la influencia cristiana en sus poemas que matizarían el pesimismo con pequeños atisbos de esperanza. José de la Riva Agüero identifica además vetas parnasianas dentro de su poesía que le acerca a autores como León Dierx y Gaspar Núñez de Arce. Por otro lado, las imágenes son también características frecuentes de sus poemas, para lo cual hacía uso del arte. Por esta razón, dos de sus poemas importantes: "Los Caballeros del Apocalipsis", y "Las ilusiones perdidas" son transposiciones literarias de cuadros. Sin embargo, el poema más cargado de imágenes y metáforas sin duda es "Odisea del alma" donde el autor vierte todas sus ambiciones poéticas buscando la consagración. Al publicarlo, lo dedicaría al autor Juan Valera. Fue incluido en "Historia del pensamiento filosófico Latinoamericano" por el autor argentino Carlos Beorlegui donde advirtió la influencia de Schopenhauer en los poemas Cantos americanos, Clamores de Occidente y La Odisea del alma.

### Clamores de Occidente

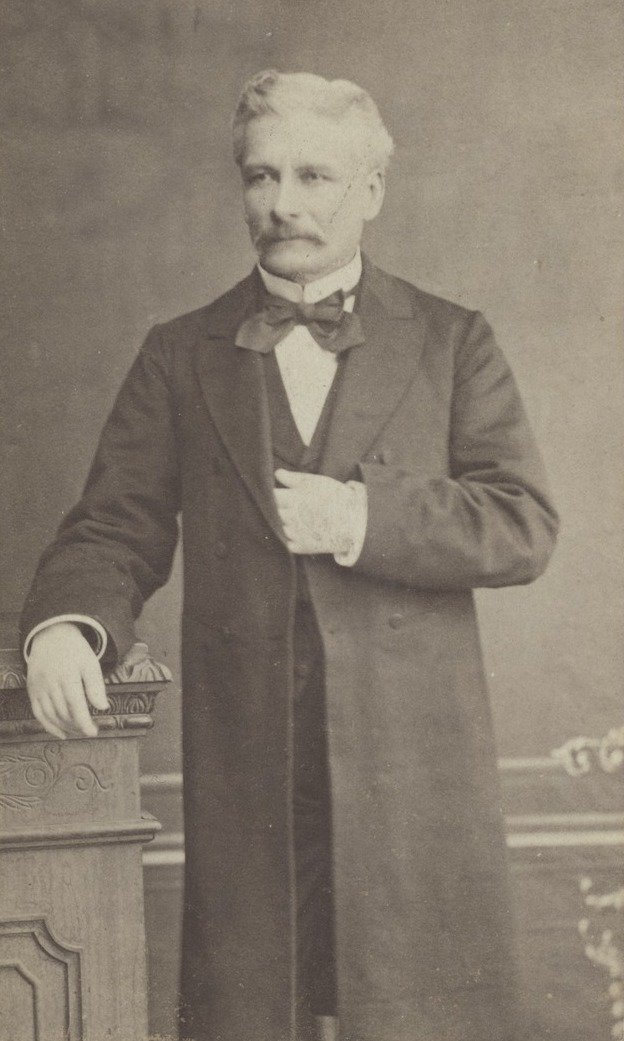
Llona en 1884

Es su gran publicación durante los primeros dos años de la década de los ochenta en el siglo XIX. Ahí haría consolidaría en cuatro tomos sus poemas escritos hasta ese momento que lo había acumulado para su edición final. Se divide en "Cien sonetos nuevos" publicado primero en 1880, después sería "Interrogaciones" en 1881 con poesía filosófica. A esto le seguiría "De la penumbra a la luz" con poesías románticas en 1882 y el mismo año publicaría los "Himnos Dianas y Elegías" con poemas patrióticos y religiosos. Como contexto, durante estos años Juan Montalvo publicaba en 1882 sus Siete tratados en París, una serie de ensayos que había escrito en años anteriores donde impartía su concepción romántica y su filiación por el liberalismo ecuatoriano. Por su parte Llona haría algo similar en "Clamores de Occidente" donde publicaría su poesía filosófica, incluiría sus poemas políticos, siempre afiliados con el partido liberal y en su caso con una mayor influencia de la coyuntura política de Perú y Colombia, y por último también su concepción sobre el erotismo y el amor. Dentro de este libro destaca especialmente "Interrogaciones" que es el poemario que contiene su obra filosófica e incluye ocho poemas importantes dentro de su carrera con temática metafísica que son: Los Caballeros del Apocalipsis, Semejanzas, Canto de la vida, Las ilusiones perdidas, Noche de dolor en las montañas, La naturaleza, El amor, y La odisea del alma. La publicación se completa con varios artículos de interés publicados en revistas de París, Londres y Florencia, así como juicios críticos sobre su poesía que ayudan a interpretar el significado de su obra. También se destaca una carta de Victor Hugo dirigida a Llona en donde lo destaca como poeta, lo que lo separaba del resto de escritores por su fama internacional que había conseguido en Europa, a diferencia de muchos autores que solamente eran conocidos en el interior de ese país. Su poema "La odisea del alma" fue bien recibida por la crítica tanto en Lima como en Alemania. Consta de versos endecasílabos que se distribuyen en quintetos a lo largo de cuatro capítulos. Narra, como su título indica una odisea en donde se destaca el viaje del alma hacia el pasado, la infancia, ensueños, los juegos olímpicos de la vida, aspiraciones, el regreso a la realidad, la historia íntima, la existencia, el presente, el combate diario, la desolación, el anfiteatro del mundo, y termina con el grito supremo. Es probablemente su poema más importante con cerca de 775 versos que describen el viaje del alma a lo largo de la vida, a través de la odisea de volver finalmente a casa. También destacado fue su poema Noche de dolor en las montañas donde siguiendo el romanticismo metafísico que caracterizó la poesía del siglo XIX, especialmente en Alemania, narra una experiencia existencialista de sentir la noche, las estrellas, el sentido de la vida y el dolor. Desarrolla la simbología de la luna, el mar y las montañas. También destacado fue la presentación de los fragmentos de su poema "Canto a la vida" en este libro, donde desarrolla todavía más el tema existencialista ante el viaje de vivir en este mundo y tener que enfrentar la muerte ante la fugacidad del tiempo.

### La Estela de una Vida

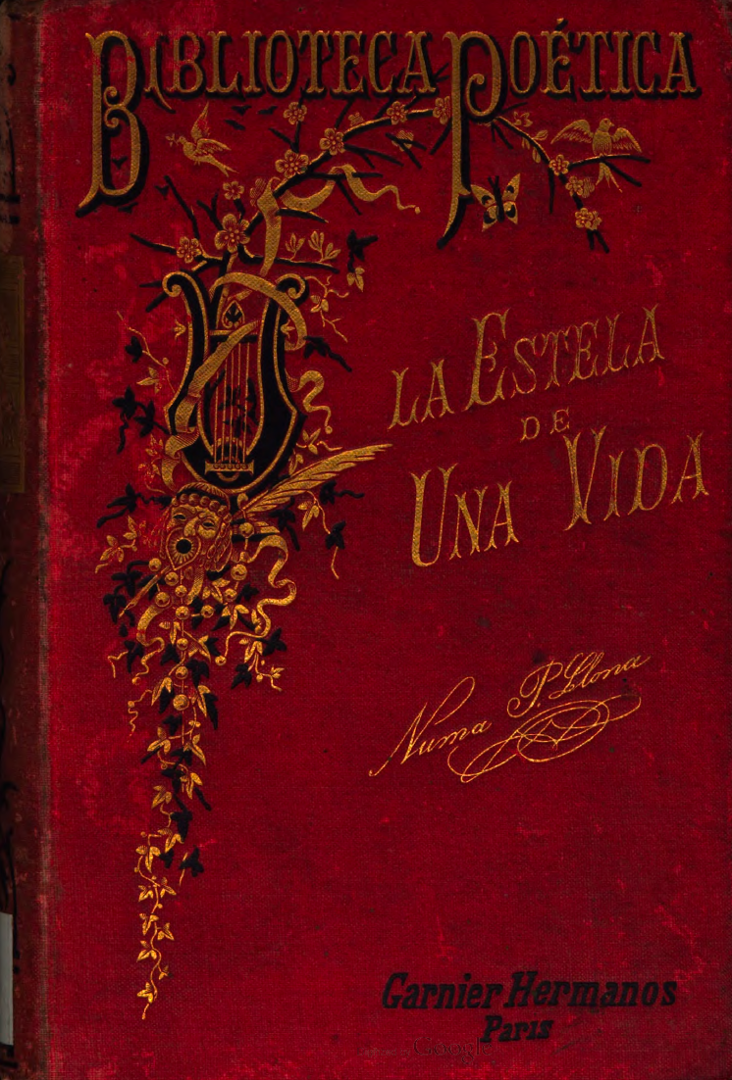
La estela de una vida

La antología más completa publicada de sus obras se tituló "La Estela de una Vida". Allí se presentaron algunos poemas anteriormente incluidos en Interrogaciones pero se completó sus publicaciones con un listado más abundante de poemas así como la crítica de varias personas importantes de la época, dentro de lo que destaca Marcelino Menéndez y Pelayo quien agradeció el haber recibido tres poemarios de Llona, destacó sus sonetos y calificó a su autor como "el mejor versificador castellano de nuestros tiempos". A pesar de que diferían en sus concepciones filosóficas, especialmente el pesimismo de Llona que chocaba con la fe de Pelayo, esto no impidió que lo destacara como un gran poeta dentro de un género casi nuevo en esa lengua. Lo destacó como autor por su pensamiento, riqueza en la descripción y habilidad poética. Además se presenta en ese volumen una serie de poemas dedicados a Llona por Rafael Obligado, Honorato Vásquez y Luis Cordero. En este poemario además de sus obras filosóficas se incluye también su poesía patriótica que incluye Canto del porvenir, Las "Tomas de las islas de Chincha", que fue publicado inicialmente el 14 de julio de 1864 y lo muestra como un poeta épico de gran capacidad para versificar, lo sigue "Al corneta de Huáscar", un "Himno al nacimiento de Bolívar", un poema al Diez de Agosto, fecha en la que fue el primer grito de la independencia de Ecuador. El libro termina con una serie de poemas juveniles A la memoria de su padre, A la muerte de Jesús, a La bajada de Jesucristo a los infiernos, la Resurrección, A un emigrado político, entre otras obras identificadas bajo la etiqueta de poemas diversos.

### Lista de publicaciones
Entre sus obras literarias se encuentran diversos temas sobre los acontecimientos y circunstancias de la vida. Escribió sobre asuntos religiosos y patrióticos, estéticos y filosóficos. Su obra se divide en tres etapas: la primera caracterizada por su patriotismo, sentido religioso y tristeza ante la muerte, la segunda con características eróticas o amatorias, la tercera con una marcada imprenta filosófica que lo haría ganarse el reconocimiento y fama. Además publicó una serie de poemas dedicados a su segunda esposa bajo el título "El amor supremo" en 1888. Por último, su poemario "La Estela de una vida" reuniría sus poesías en una antología dirigida por los Hermanos Garnier que le daría mayor fama internacional por su amplia difusión.  
Poesía:
- 1866: Cantos americanos, 224 p.
- 1870: Nuevas poesías y artículos en prosa, publicado en Ginebra, 97 p.
- 1872: Nuevas poesías, 20 p.
- 1877: La odisea del alma, 89 p.
- 1888: El amor supremo, 69 p.

- 1880-1882: Clamores de Occidente, cuatro tomos en 713 p.
  - 1880: Cien sonetos nuevos 136 p.
  - 1881: Interrogaciones: poemas filosóficos, 165 p.
  - 1882: De la penumbra a la luz, 285 p.
  - 1882: Himnos, dianas y elegías, 127 p.
- 1884: En el segundo centenario de la muerte de Pedro Calderón de la Barca, sonetos en 22 p.

- 1893: La Estela de una vida, 274 p.

Otras publicaciones:
- 1865: La escuadra española en las costas del Perú 34 p.
- 1883: Ante la estatua de Rocafuerte (discurso) 11 p.
- 1886: Bosquejos de literatos colombianos 32 p.
- 1894: En la muerte de mi ilustre amigo el gran repúblico y filósofo poeta Dr. Rafael Núñez 14 p.

## Recepción de su obra
Fue un poeta reconocido a nivel internacional por otros escritores como Victor Hugo, Alessandro Manzoni, César Cantú, Aleardo Aleardi, Giovanni Prati, Valérie de Gasparin, Adophe Pictet, Marc Monnier, Juan Eugenio Hartzembusch, Gertrudis Gómez de Avellaneda, entre otros. Sería precisamente Hartzembusch junto a Fermín de la Puente y Apezechea quienes propusieron a Llona para ser miembro extranjero de la Real Academia Española de la Lengua.
Llona buscó consolidar toda su producción poética dentro de una misma publicación, debido a las continuas dificultades editoriales que tenía que enfrentar para poder publicar en Europa y poder alcanzar una mayor audiencia. Al hacerlo además envío sus poemarios a Marcelino Menéndez y Pelayo quien se referiría sobre su obra de la siguiente manera:

Entre los sonetos encuentro algunos admirables, dignos del mejor versificador castellano de nuestros tiempos. En todos hay gran estudio de dicción y alteza de pensamientos. Los poemas filosóficos (salvo el pesimismo sistemático, con el cual ya comprenderá usted que no van acordes mis creencias filosóficas) valen mucho, como muestra de un género casi nuevo en la poesía castellana . En las octavas dedicadas á Valera (Meditación de noche al pie de los Apeninos) y en la Odisea del alma encuentro (sin lisonja sea dicho) rasgos de verdadero y gran poeta, a un tiempo pensador y descriptivo. La robustez de los versos y la rotundidad de las estrofas merecen toda alabanza. Si algo le daña a usted a veces (perdón por este reparo quizá inoportuno) es el excesivo raudal de ideas y de imágenes que se ofrecen en tropel á su fantasía. Soy gran amante de la sobriedad, que en ingenios tan vigorosos como el de usted debe ser la perfección más alta y el sello de todas las demás.
Marcelino Menéndez y Pelayo - Carte dirigida a Numa Pompilio Llona

Además, el escritor José de la Riva Agüero y Osma destacó también la importancia de Llona como poeta, su vida en Perú y también cómo se sobrepuso a las dificultades para publicar sus libros, algo que afectaba a muchos escritores de Latinoamérica:

Por una feliz casualidad, los dos grandes poetas del Ecuador, Olmedo y Llona, son en parte peruanos; aunque Olmedo mucho mas que Llona, puesto que por nacimiento y nacionalidad fue largo tiempo compatriota nuestro, mientras que Llona no ha perdido jamás su calidad de ecuatoriano. No se le puede, pues, comprender en la literatura peruana con igual título que a Olmedo, que de poderlo hacer habría que aclamarlo como la mayor gloria poética de este período, y en él ni Cisneros ni nadie le disputaría el primer lugar. [...] En alguna parte se ha quejado Llona de la fatalidad que en la América Española pesa sobre los cultivadores de las letras, de la desventajosa situación en que se encuentran, y ha señalado el carácter fragmentario de sus propias obras como consecuencia forzosa de las dificultades y tropiezos casi invencibles que se oponen en estas tierras a toda seria labor poética. Nadie le negará derecho para lamentarse. Ha luchado afanosa y rudamente contra el adverso medio, y se ha visto obligado a reducir y truncar su producción ¡Feliz él, sin embargo, que venciendo tantos obstáculos y rodeado de tantas medianías, ha acertado a crear la Belleza y a encarnar el Ideal! Hoy el Ecuador, legítimamente ufano, lo corona y lo proclama con justicia digno sucesor de Olmedo. Ha llegado la hora de su recompensa, y el verde laurel adorna las nieves de su ancianidad. Acoja el viejo poeta, en los momentos de su apoteosis, mis sinceras y leales palabras, como señal de la admiración y el respeto que le profesa la juventud peruana y que jamás ha cesado de inspirar en esta su segunda patria.
José de la Riva Agüero y Osma - Carácter de la literatura del Perú independiente

## Legado

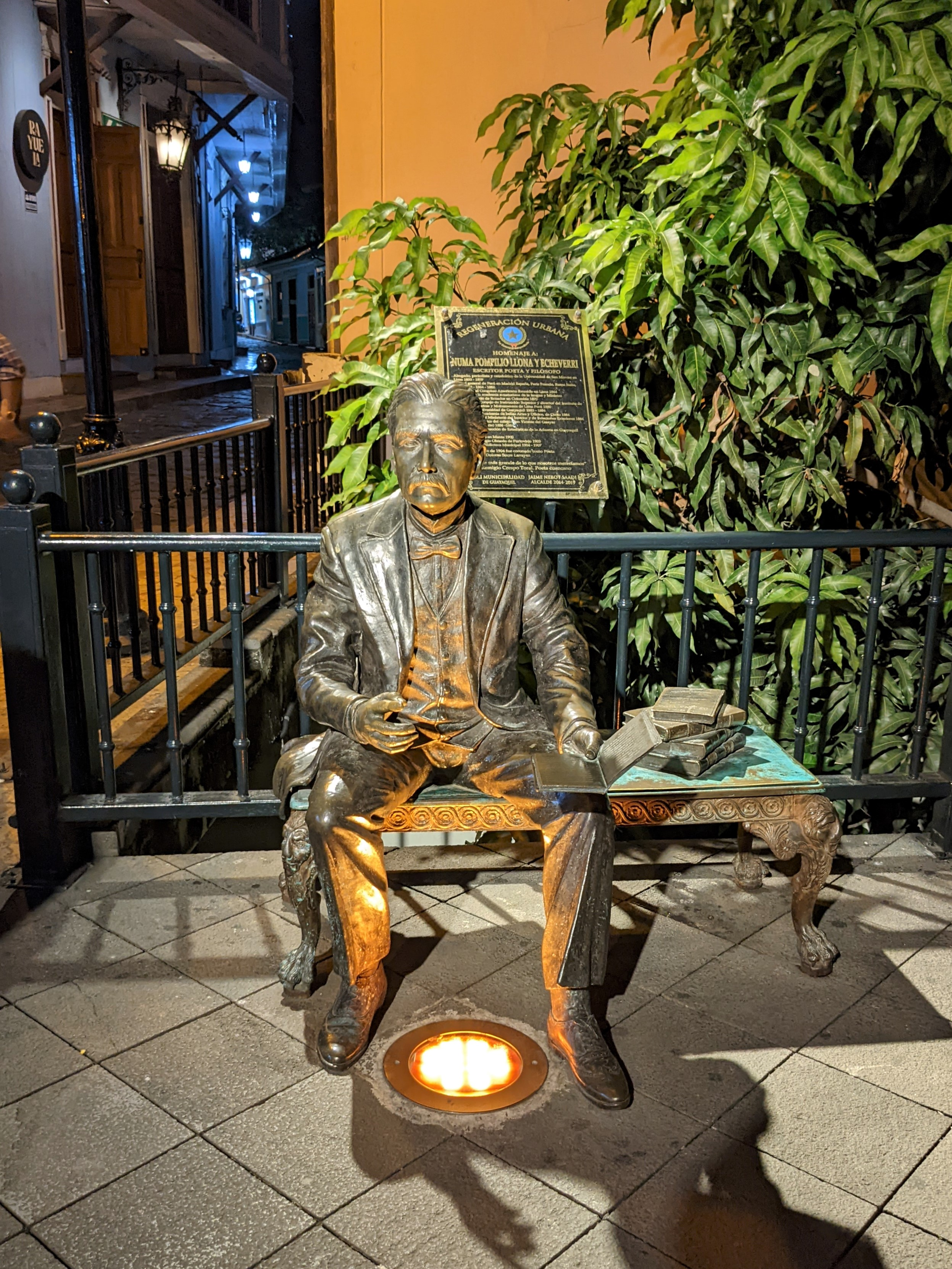
Monumento en Guayaquil

Numa Pompilio Llona tuvo mucha popularidad durante su vida, a lo largo del siglo XIX y a inicios del xx. Víctor Rendón le dedicó un poema en su libro "Encantamientos patrios",en donde lo describe como el sucesor de José Joaquín de Olmedo y hace honor al barrio que lleva su nombre en la ciudad de Guayaquil. Adicionalmente, a través de sus viajes logró publicar sus poemas en varios países de Europa como fue el caso de Cantos americanos en París en el año 1865, Nuevas poesías y escritos en prosa en Suiza en el año 1870, y por último Noche de dolor en las montañas en Italia en 1872, que lo declamó por primera vez como motivo de la visita de la baronesa de Wilson. También destacó como periodista siendo redactor del diario El Comercio de Perú desde. 1854 a 1859. Además colaboró en la redacción de La América, El Americano y La Alborada, en París, Bruselas y Lima respectivamente. Dos poemarios suyos fueron editados y pasaron a la historia con gran popularidad, el primero es interrogaciones, publicado en 1881 en la ciudad de Lima, en la imprenta el universo, y el segundo fue la estela de una vida, publicado en París bajo la editorial hermanos Garnier en 1893.
Debido a los continuos viajes que marcaron su vida, Llona es un poeta que fue reclamado en su momento por tres países simultáneamente: Ecuador por su origen, en la ciudad de Guayaquil, su carrera en la Universidad homónima y sus desempeño como diplomático, Colombia porque en ese país vivió su infancia en la ciudad de Cali, y por último Perú porque ahí terminaría sus estudios en la ciudad de Lima y tendría una parte de su carrera diplomática. Esta coyuntura lo convirtió en un poeta regional más que nacional, en pleno siglo XIX durante una época en la que reinaban los nacionalismos, por lo que esto no era muy frecuente. Antes fue normal que autores como José Joaquín de Olmedo se conozcan de forma regional puesto que el proceso de independencia trascendió a cada país. Lo mismo al final de ese siglo ya que a través del modernismo y el arielismo, a partir de la prosa de Rodó y el verso de Darío toda América Latina se uniría a partir de su lengua. Sin embargo Llona vivió en la transición, cuando todavía se estaban definiendo los límites y los conflictos eran patentes. Sin embargo, a través de su vida lograría concentrar la atención de los tres países en los Andes, y su reconocimiento llegó hasta Europa.

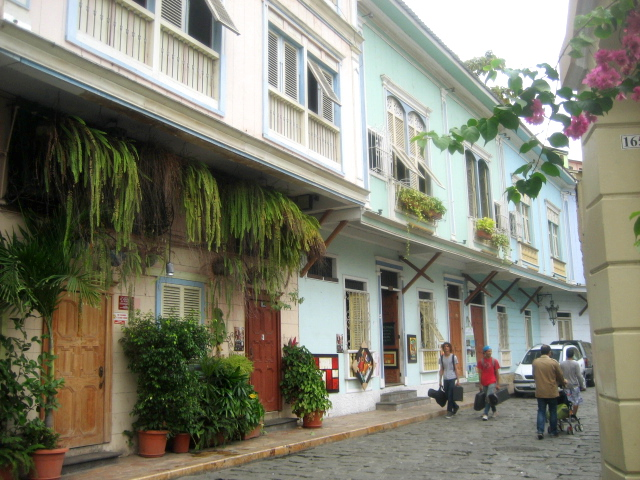
Calle Numa Pompilio Llona en el barrio Las Peñas, Guayaquil.

Su poesía patriótica fue muy importante, especialmente La toma de las islas de Chincha, que lo vincula definitivamente con la historia literaria de Perú, país al que debió mucho de su reconocimiento no solo por su carrera como diplomático sino por las ediciones de sus obras que ahí se hicieron. En Ecuador por su parte, siendo contemporáneo al otro gran poeta del siglo XIX, Juan León Mera, sus versos dedicados a temas políticos sirvieron de puente entre la poesía lírica de José Joaquín de Olmedo con los versos de Remigio Crespo Toral. Su poesía filosófica es una importante contribución que lo incluye dentro de una tradición de poetas similares en Ecuador que inicia en el siglo XVIII con Bautista Aguirre y su existencialismo en su conocido poema Carta a Lizardo, continúa con el durante el siglo XIX con la obra del autor de marras y prosigue en el siglo XX con la poesía esotérica de César Dávila Andrade como Espacio me haz vencido y Oda al Arquitecto. También sigue en la misma tradición Gonzalo Escudero, al igual que Noches de dolor en las montañas, dedicó uno de sus principales escritos a la simbología de la noche, titulado Altanoche, en cuatrocientos versos. Esto se desarrolla aún más con la épica de José Rumazo González quien reelabora en Parusía los temas que habían formado parte de los escritos de Llona especialmente en el poema titulado Los Caballeros del Apocalipsis.